# Cantata, BWV Anh. 2
La Cantata, BWV Anh. 2 és un fragment d'una cantata sense títol de Bach per al dinovè diumenge després de la Trinitat, composta a Leipzig probablement l'any 1729. El text, possiblement de Picander, s'ha perdut i només es conserva un fragment de la música, per a soprano, contralt, tenor, cor, dos violins, viola i baix continu. La part coneguda, sis compassos, indica que es tracta del començament d'una cantata, i està escrita al revers de la partitura del motet BWV 226 compost per al funeral de Johann Heinrich Ernesti, rector de l'Església de Sant Tomàs de Leipzig.